# Сермуњано (Витербо)
Сермуњано је насеље у Италији у округу Витербо, региону Лацио.
Према процени из 2011. у насељу је живело 91 становника. Насеље се налази на надморској висини од 341 м.